# Kargo
U ekonomiji, reči kargo i teret odnose se posebno na robu ili proizvode koji se prevoze - uglavnom u komercijalne svrhe - putem vode, vazduha ili kopna. Kargo je prvobitno bio brodski teret. Kargo sada pokriva sve vrste tereta, uključujući one koji se prevoze železnicom, kombijem, kamionom ili intermodalnim kontejnerom. Termin se takođe koristi u slučaju robe u hladnom lancu, jer je pokvarljivi inventar uvek u tranzitu ka krajnjem mestu upotrebe, čak i kada se drži u hladnom kladištu ili nekom drugom sličnom klimatizovanom objektu. Termin teret se obično koristi za opisivanje kretanja tokova robe koja se prevozi bilo kojim načinom prevoza.
Multimodalne kontejnerske jedinice, dizajnirane kao višekratni nosači kako bi se olakšalo rukovanje teretom sadržane robe, takođe se nazivaju teretom, posebno brodske linije i logistički operateri. Slično tome, ULD kutije aviona se takođe dokumentuju kao teret, sa pripadajućom spiskom pakovanja predmeta koji se nalaze u njima. Kada se otpremaju prazni kontejneri, svaka jedinica se dokumentuje kao teret, a kada se roba skladišti unutar njih, sadržaj se naziva kontejnerizovanim kargom.

## Opis
Transportacioni tipovi: kargo može putovati na različite načine:

### Pomorski kargo
Terminali morskih luka rukuju širokim spektrom pomorskih tereta.
- Generalni kargo je obično materijal složen na paletama i podignut u i iz skladišta plovila kranovima na pristaništu ili na samom brodu. Obim generalnog tereta dramatično je opao u svetu odkako je kontejnerizacija dobila na značaju. Jedan od načina da se osigura opšti teret u intermodalnim kontejnerima je upotrebom Danidž vreća.
- Rasuti teret, kao što je so, ulje, loj i staro gvožđe, obično se definiše kao roba koja se ne nalazi ni na paletama ni u kontejnerima. Rasuti tereti se ne tretiraju kao pojedinačni komadi, kao što se čini sa teškim teretnim i projektnim kargom. Na primer, alumina, žito, gips, trupci i piljevina su rasuti tereti. Rasuti teret se klasifikuje kao tečni ili suvi.
- Kontejnerski teret: Kontejneri su najveća i najbrže rastuća kategorija tereta u većini luka širom sveta. Kontejnerski teret uključuje sve, od auto delova, mašina i proizvodnih komponenata preko obuće i igračaka do smrznutog mesa i morskih plodova.
- Neorasuti teret sastoji se od pojedinačnih jedinica koje se broje prilikom utovara i istovara, za razliku od rasutih tereta koji se ne broje, ali koji nisu u kontejneru.[3]
- Projektni teret i teški teret uključuju predmete kao što su proizvodna oprema, klima uređaji, fabričke komponente, generatori, vetroturbine, vojna oprema i gotovo svaki drugi preveliki ili preteški teret koji je prevelik ili pretežak da bi mogao da stane u kontejner.
- Rol-on/rol-of teret: Automobilima se rukuje u mnogim lukama i obično se prevoze na specijalizovanim brodovima.
- Takođe pogledajte: Spisak vrsta tereta

### Vazdušni kargo
Vazdušni kargo, obično poznat kao avio kargo, firme preuzimaju od brodara i dostavljaju ga kupcima. Avioni su prvi put korišćeni za nošenje pošte kao tereta 1911. godine. Kasnije su proizvođači počeli da dizajniraju avione i za druge vrste tereta.
Postoji mnogo tipova komercijalnih aviona pogodnih za prevoz tereta, poput Boinga 747 i većeg An-124, koji je namenski napravljen za lako pretvaranje u teretni avion. Takvi veliki avioni koji koriste kontejnere za brzi utovar poznati su kao jedinično utovarni uređaji (engl. Unit load device - ULD), slično kao i kontejnerizovani kargo brodovi. ULD avioni se utovaraju sa prednje sekcije letelice.
Većina država poseduje i koristi veliki broj vojnih teretnih aviona, kao što je C-17 Globemaster III, za logističke potrebe.
Popularni komercijalni avion transformisan u teretni avion, kao što je Sab 340A dizajniran je za velike prihode i profitabilnost u operacijama na kratkim / srednjim linijama.

### Železnički kargo
Vozovi imaju sposobnost prevoza velikog broja kontejnera koji dolaze iz brodskih luka. Vozovi se takođe koriste za transport vode, cementa, žitarica, čelika, drveta i uglja. Oni se koriste se, jer mogu da nose veliku količinu i uglavnom imaju direktan put do odredišta. Pod odgovarajućim okolnostima, teretni prevoz železnicom je ekonomičniji i energetski efikasniji od drumskog, posebno kada se prevozi u rinfuzu ili na velike udaljenosti.
Glavni nedostatak železničkog tereta je nedostatak fleksibilnosti. Iz tog razloga, železnica je izgubila veći deo teretnog posla zbog drumskog transporta. Železnički prevoz tereta često podleže troškovima pretovara, jer se roba mora preemstiti sa jednog načina prevoza na drugi. Prakse poput kontejnerizacije imaju za cilj minimiziranje ovih troškova. Pri transportu rasutih tereta od tačke do tačke, kao što su cement ili žito, sa specijalizovanim instalacijama za rukovanje rasutom teretom na šinskim kolosecima, šinski način prevoza ostaje najpogodnija i najpoželjnija opcija.
Mnoge vlade trenutno pokušavaju da podstaknu brodare da češće koriste vozove, zbog koristi za životnu sredinu.

### Drumski kargo
Mnoge firme, kao što su Parcelforce, FedEx i R+L Carriers prevoze sve vrste tereta drumskim putem. Dostavljajući sve, od pisama do kuća i kargo kontejnera, ove firme nude brzu, ponekad istodnevnu, dostavu.
Dobar primer drumskog tereta je hrana, jer supermarketi svakodnevno zahtevaju dostavu kako bi svoje police napunili robom. Trgovci na malo i proizvođači svih vrsta oslanjaju se na dostavna vozila, bilo da su to poluprikolični ili manji dostavni kamioni. Ove manje kompanije za drumski transport neprestano teže najboljim rutama i cenama za isporuku svojih proizvoda. Zapravo, nivo komercijalnog tereta koji prevoze manja preduzeća često je dobar barometar zdravog ekonomskog razvoja, jer se ove vrste vozila kreću i prevoze bukvalno sve, uključujući kurire koji prevoze pakete i poštu. Mogu se uočiti različite vrste i težine vozila koja se koriste za premeštanje tereta.
U Sjedinjenim Državama, pošiljke veće od oko 7.000 kg (15.432 lb) obično se klasifikuju kao kamionski teret (engl. truckload (TL) freight). To je zato što je za veliku pošiljku efikasnije i ekonomičnije ekskluzivno koristiti jedan veći kamion, a ne deliti prostor na manjoj prikolici.
Prema Federalnoj mostovskoj formuli bruto težine, ukupna težina natovarenog kamiona (tegljač i prikolica, 5-osovinski sistem) ne može da pređe oko 15.000 kg (33.069 lb) u Sjedinjenim Državama. U uobičajenim okolnostima, oprema za velike razdaljine težiće oko 15.000 kg (33.069 lb), što ostavlja oko 20.000 kg (44.092 lb) za teret. Slično tome, teret je ograničen na prostor dostupan u prikolici, obično 48 ft (14,63 m) ili 53 ft (16,15 m) dužine, 2,6 m (102,4 in) širine, 2,7 m (8 ft 10,3 in) visine i 13 ft 6 in (4,11 m) sveukupne visine.
Dok se ekspresne, paketne i LTL pošiljke uvek mešaju sa ostalim pošiljkama na jednom komadu opreme i obično se pretovaruju na više delova opreme tokom njihovog transporta, TL pošiljke obično putuju kao jedina pošiljka na prikolici. Zapravo, TL pošiljke se obično isporučuju na potpuno istoj prikolici na kojoj se preuzimaju.

## Troškovi dostave
LTL pošiljalac često ostvaruje uštede koristeći posrednika za transport tereta, onlajn pijacu ili drugog posrednika, umesto da direktno sklapa ugovor sa transportnom kompanijom. Brokeri mogu kupovati na tržištu i dobiti niže stope nego što većina manjih pošiljalaca može dobiti direktno. Na LTL tržištu, posrednici obično dobijaju popust od 50% do 80% od objavljenih cena, dok se malom pošiljaocu prevoznik može ponuditi popust od samo 5% do 30%. Posrednici su licencirani od strane DOT-a i moraju da pruže dokaz o osiguranju.
Prevoznici kamionima (TL) obično naplaćuju tarifu po kilometru ili milji. Cena varira u zavisnosti od udaljenosti, geografske lokacije isporuke, predmeta koji se šalju, vrste potrebne opreme i potrebnog vremena servisa. TL pošiljke obično dobijaju razne doplate vrlo slične onima koje su gore opisane za LTL pošiljke. Na TL tržištu postoje na hiljade manjih operatera nego na tržištu LTL. Zbog toga je široko rasprostranjena upotreba transportnih posrednika ili brokera.
Drugi metod uštede je olakšavanje preuzimanja ili isporuke na terminalima prevoznika. Prevoznici ili posrednici mogu dostaviti pošiljaocima adresu i broj telefona za najbliži terminal za otpremu do polazišta i/ili odredišta. Čineći ovo, pošiljaoci izbegavaju sve dodatne naknade koje bi se obično mogle naplaćivati za utovariva;, preuzimanje/isporuku u stambenim objektima, preuzimanje/isporuku u unutrašnjosti ili obaveštenja/sastanke.
Stručnjaci za otpremu optimizuju svoje usluge i troškove tako što uzimaju uzorke od nekoliko prevoznika, brokera i onlajn tržišta. Kada dobijaju cene od različitih provajdera, pošiljaoci mogu pronaći širok raspon ponuđenih cena. Ako pošiljalac u Sjedinjenim Državama koristi brokera, špediciju ili drugog posrednika u transportu, uobičajeno je da pošiljalac dobije kopiju Federalne operativne uprave prevoznika. Federalni zakon takođe zahteva da brokeri i posrednici za teretni promet imaju licencu od strane Federalne uprave za puteve. Iskusni otpremnici izbegavaju nelicencirane brokere i posrednike jer ako brokeri rade mimo zakona i nemaju federalnu operativnu licencu, pošiljalac nema zaštitu u slučaju problema. Takođe, pošiljaoci obično traže kopiju potvrde o osiguranju brokera i bilo koje specifično osiguranje koje se odnosi na pošiljku.
Sve u svemu, troškovi transporta su opali tokom proteklih decenija. Dalji pad troškova isporuke u budućnosti mogao bi se ostvariti primenom poboljšanih tehnologija 3D štampanja. 

## Bezbednosna razmatranja
Vlade su veoma uključene u regulaciju transporta tereta, jer to može doneti bezbednosne rizike zemlji. Zbog toga su mnoge vlade usvojile pravila i propise, kojima upravlja carinska agencija, za rukovanje teretom kako bi se smanjili rizici od terorizma i drugih zločina. Vlade se uglavnom bave tovarom koji ulazi preko granica svoje zemlje.
Sjedinjene Države su bile jedan od lidera u obezbeđivanju tereta. Oni vide teret kao pitanje povezano sa nacionalnom bezbednošću. Posle terorističkih napada 11. septembra, bezbednost širokog opsega tereta je postala naglašena na preko 6 miliona teretnih kontejnera koji svake godine ulaze u luke Sjedinjenih Država. Najnoviji odgovor američke vlade na ovu pretnju je CSI: Inicijativa za bezbednost kontejnera. Its purpose was to increase security for container cargo shipped to the United States. As the CBP puts it, the intent is to "extend [the] zone of security outward so that American borders are the last line of defense, not the first." CSI je program namenjen povećanju bezbednosti kontejnerskog tereta koji se šalje u Sjedinjene Države iz celog sveta. Evropa se takođe fokusira na ovo pitanje, sa nekoliko projekata koje finansira EU.

## Stabilizacija
Dostupni su mnogi načini i materijali za stabilizaciju i osiguranje tereta u različitim vidovima transporta. Konvencionalne metode i materijali za osiguranje tereta kao što su čelične trake i blokiranje plastikom/drvetom i učvršćivanje se koriste decenijama, i još uvek su u širokoj upotrebi. Sadašnje metode obezbeđivanja tereta nude nekoliko drugih opcija, uključujući poliestersko vezivanje i zatezanje, sintetičke trake i vreće za nošenje, takođe poznate kao vazdušni jastuci ili vreće na naduvavanje.
Praktični saveti o stabilizaciji dati su u Međunarodnim smernicama za bezbedno osiguranje tereta za drumski transport.
- Metode stabilizacije
- Primena u kontejneru
- Poliesterske trake i amortizacioni podmetači
- Poliestersko vezivanje
- Amfore iz bronzanog doba iz brodoloma u blizini Bodruma, Turska, sa nosačem i uređajem za užad koji ilustruju kako su mogle biti upakovane da se spreči pomeranje

## Literatura
- Cambridge Systematics (1998). Multimodal corridor and capacity analysis manual. Transportation Research Board. ISBN 978-0-309-06072-1.
- Armstrong, John H. (1978). The Railroad-What It Is, What It Does. Omaha, Neb.: Simmons-Boardman.
- Stopford, Martin (1997). Maritime Economics. London: Routledge.
- Ebeling, C. E. (зима 2009). „Evolution of a Box”. Invention and Technology. 23 (4): 8—9. ISSN 8756-7296.
- Anitra Green (2012-09-20), „Swiss operators optimise short-haul railfreight”, International Railway Journal, Архивирано из оригинала 2015-06-05. г.
- Cudahy, Brian J., -  „"The Containership Revolution: Malcom McLean’s 1956 Innovation Goes Global"” (PDF). Архивирано из оригинала (PDF) 04. 03. 2016. г. Приступљено 21. 09. 2020. TR News. - (c/o National Academy of Sciences). - Number 246. - September–October 2006. - (Adobe Acrobat *.PDF document)
- Union Pacific Railroad Company. „Chronological History”. Архивирано из оригинала 2006-08-10. г.
- Kaminski, Edward S. . - American Car & Foundry Company: A Centennial History, 1899-1999. 1999. ISBN 0963379100.. - Wilton, California: Signature Press. -
- „"A new fleet shapes up. (High-Tech Railroading)"”. Архивирано из оригинала 17. 10. 2008. г. Приступљено 21. 09. 2020.
- Lewandowski, Krzysztof (2015). „New coefficients of rail transport usage” (PDF). International Journal of Engineering and Innovative Technology (IJEIT). 5 (6): 89—91. ISSN 2277-3754. Архивирано из оригинала 2016-10-06. г.
- Davies, Peter J. (2000). The World Encyclopedia of Trucks. Lorenz Books. ISBN 0-7548-0518-2.
- Motor's Truck and Diesel Repair Manual (26 изд.). Motor. 1973. ISBN 0-910992-16-9.
- Operators Handbook-DM, DMM, U Series. Mack Trucks. 1988.
- Belzer, Michael H. (24. 8. 2000). Sweatshops on Wheels: Winners and Losers in Trucking Deregulation (Hardcover). Oxford University Press, USA. ISBN 978-0-19-512886-4..
- Constantin, James A. and Hudson, William J.. Motor Transportation: Principles and Practices. The Ronal Press Company. New York, 1958. Pages 149-154.
- Bardi, Joseph E., Coyle, John J., and Langley, John C. Jr..The Management of Business Logistics: A Supply Chain Perspective. Cengage Learning, 2000. Pages 45-58, 67-81.
- McKinlay, A. H., "Transport Packaging", IoPP, 2004
- Fiedler, R. M, "Distribution Packaging Technology", IoPP, 1995
- Bannock, Graham;  . (1997). Dictionary of Economics. Penguin Books.
- Milgate, Murray (1987), "Goods and commodities," The New Palgrave: A Dictionary of Economics, v. 2, pp. 546–48. Includes historical and contemporary uses of the terms in economics.
- Dwivedi, D. N. (2016). Microeconomics: Theory and Applications. Vikas Publishing House PVT LTD. стр. 133. ISBN 978-93259-8670-1.
- Vartabedian, Ralph (15. 7. 2006). „U.S. to Install New Nuclear Detectors at Ports”. Los Angeles Times.
- „Technical Specifications of Mobile VACIS Inspection System”. Архивирано из оригинала 27. 9. 2007. г. Приступљено 1. 9. 2007.
- „Technical Specifications of Mobile Rapiscan GaRDS Inspection System” (PDF). Приступљено 1. 9. 2007.
- „Overview of VACIS P7500 Inspection System”. Архивирано из оригинала 9. 10. 2007. г. Приступљено 1. 9. 2007.
- Jones, J. L.; Haskell, K. J.; Hoggan, J. M.; Norman, D. R. (јун 2002). „ARACOR Eagle-Matched Operations and Neutron Detector Performance Tests” (PDF). Idaho National Engineering and Environmental Laboratory. Приступљено 1. 9. 2007.
- Dan A. Strellis (4. 11. 2004). „Protecting our Borders while Ensuring Radiation Safety” (PDF of Powerpoint Presentation). Presentation to the Northern California Chapter of the Health Physics Society. Приступљено 1. 9. 2007.
- Ogorodnikov, S.; Petrunin, V. (2002). „Processing of interlaced images in 4–10 MeV dual energy customs system for material recognition”. Physical Review Special Topics: Accelerators and Beams. 5 (10): 104701. Bibcode:2002PhRvS...5j4701O. doi:10.1103/PhysRevSTAB.5.104701 .
- „Muon Tomography – Deep Carbon, MuScan, Muon-Tides”. Boulby Underground Science Facility. Архивирано из оригинала 15. 10. 2013. г. Приступљено 15. 9. 2013.
- „"Muon radiography" by Brian Fishbine from Los Alamos National Laboratory”. Архивирано из оригинала 20. 12. 2013. г. Приступљено 18. 9. 2007.

## Spoljašnje veze
- „Rail Freight Shipping”. Архивирано из оригинала 2016-02-20. г.
- Shefer, Jon (1. 12. 2015). „Rail Freight Transportation: How To Save Thousands Of Dollars & The Environment”. Архивирано из оригинала 2015-12-08. г.
- „Air transport, freight (ton-km)”. Our World in Data. Приступљено 16. 2. 2020.